# Милитело ин Вал ди Катания
Милитѐло ин Вал ди Ката̀ния (на италиански: Militello in Val di Catania, на сицилиански Militeddu, Милитеду) е градче и община в Южна Италия, провинция Катания, автономен регион и остров Сицилия. Разположено е на 413 m надморска височина. Населението на общината е 7933 души (към 2010 г.).